# Formazione di Hormuz

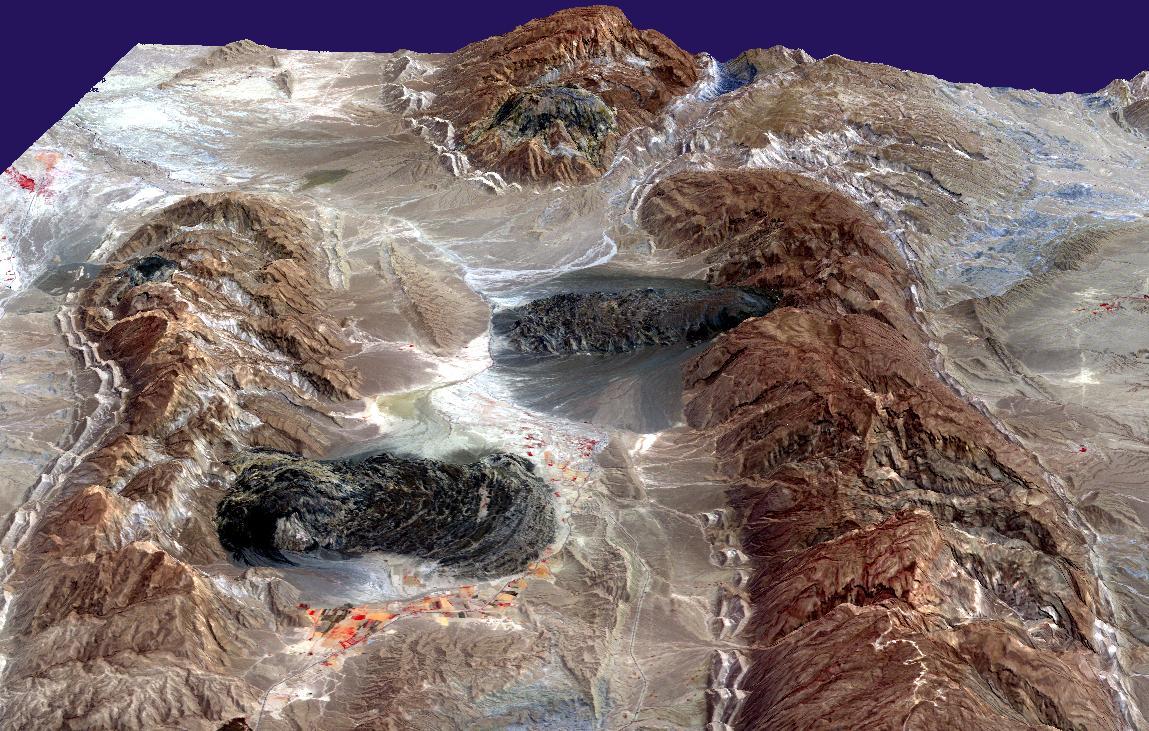
I ghiacciai di sale (le aree grigio scuro) derivati dalle haliti di Hormuz che fuoriescono dalle creste anticlinali nei monti Zagros, nell'Iran meridionale.

La  formazione di Hormuz, conosciuta anche come serie di Hormuz, evaporiti di Hormuz e gruppo di Hormuz, è una sequenza di evaporiti depositatesi dall'Ediacarano, il terzo e ultimo periodo geologico dell'era Neoproterozoica, fino al Cambriano inferiore, un periodo che, in letteratura, viene talvolta chiamato Infra-Cambriano. La maggior parte delle evidenze di questa sequenza di strati è rappresentata da diapiri salini che affiorano in superficie dall'interno degli anticlinali della cintura di piegatura e spinta degli Zagros, in particolare nella sua regione sud-orientale. 
Dato il coinvolgimento della sequenza degli strati nella tettonica salina che ha seguito la loro deposizione, la stratigrafia interna della formazione di Hormuz è piuttosto complessa e ancora non del tutto chiara anche se in gran parte compresa. Tali strati sono considerati l'equivalente laterale del gruppo dell'Ara, nel bacino dell'Oman meridionale.

## Distribuzione

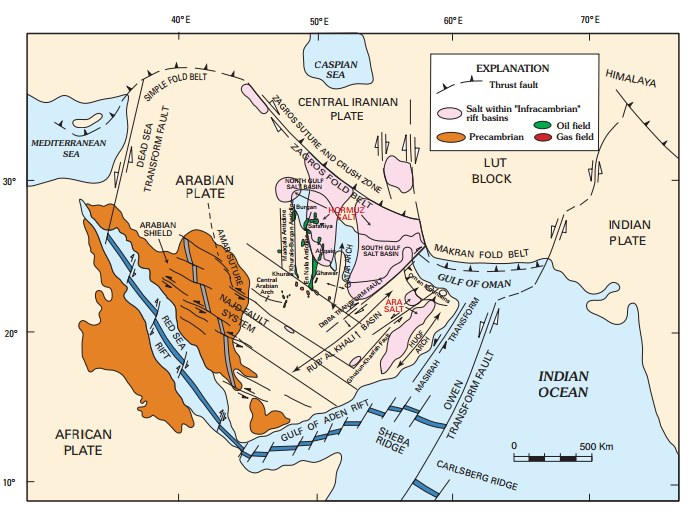
In questa mappa geologica della penisola araba è possibile vedere, in rosa, i depositi di sale sotterranei della formazione di Hormuz.

La presenza della formazione di Hormuz ci è nota da una vasta area presente nei monti Zagros e attorno e sotto al golfo Persico. In particolare, sono stati rilevati due principali bacini deposizionali al di sotto della parte settentrionale e meridionale del gonfo, separati dell'arco del Qatar, formatisi come risultato della tettonica estensionale verso la fine dell'orogenesi Pan-Africana, periodo durante il quale si sono formate, all'interno della formazione, anche diverse faglie trascorrenti destre, orientate in direzione NW-SE, e diverse faglie estensionali, orientate in direzione NE-SW.

## Effetti sulla struttura degli Zagros
Gli strati di halite di cui si compone la sequenza di Hormuz formano il più importante livello di scollamento all'interno della cintura di piegatura e spinta degli Zagros, una zona di rocce crostali deformata lunga all'incirca 1800 km presente nel bacino di avampaese associato alla collisione tra la placca araba e la placca euroasiatica, che si estende dall'Iraq all'Iran. La presenza e lo spessore di questi strati di halite hanno avuto e hanno un'enorme influenza sulla geometria della cintura, le cui variazioni (ossia la presenza, lungo l'estensione della cintura, di salienti e rientranze) sono spiegate proprio basandosi sulla presenza, sotto la cintura, di strati salini locali appartenenti alla formazione di Hormuz. Nella parte più meridionale della cintura, chiamata dominio di Fars, poi, gli strati salini raggiungono la superficie sotto forma di diapiri salini, fuoriuscendo poi dalle pieghe anticlinali presenti nell'area e formando dei ghiacciai salini.